# Patince
Patince est un village de Slovaquie situé dans la région de Nitra.

## Histoire
Première mention écrite du village en 1260.

## Démographie

### Évolution de la population
| Année:               | 1994. | 2004.   | 2014.   | 2024.    |
| -------------------- | ----- | ------- | ------- | -------- |
| Nombre de personnes: | 436   | 450     | 471     | 533      |
| Différence:          |       | +3,21 % | +4,66 % | +13,16 % |

| Année:               | 2023. | 2024.   |
| -------------------- | ----- | ------- |
| Nombre de personnes: | 536   | 533     |
| Différence:          |       | -0,55 % |